# Župna crkva Blažene Djevice Marije Pomoćnice na Knežiji
Župna crkva Blažene Djevice Marije Pomoćnice katolička je crkva građena od 1942. do 1944. godine. Unutrašnje uređenje trajalo je do 1948. godine. Crkvu je 15. kolovoza 1948. godine blagoslovio zagrebački pomoćni biskup Franjo Salis-Seewis. Crkva se nalazi u Gradu Zagrebu u četvrti Knežija.
Kompleks crkve sv. Marije Pomoćnice i Omladinskog doma Salezijanaca zaštićeno je kulturno dobro Republike Hrvatske.

## Arhitektura
Kompleks Salezijanaca na Knežiji osnovan je prije izgradnje crkve,1929. godine. Projekt monumentalnog sklopa crkve i Doma djelo je građevinskog inženjera Silvija Sponze, ali je do 1931. godine izgrađeno samo dvokatno krilo Doma. 
Crkva je sagrađena prema projektu iz 1942. arhitekta Zvonimira Požgaja. Nalazi se unutar gusto izgrađena stambena područja. Pravokutnog je tlocrta, trobrodne podjele, iznimno vrijednog i očuvanog interiera sa svetohraništem koje je djelo arhitekta Josipa Plečnika. Toranj zvonika nadograđen je 1965. Na zapadnom se pročelju nalazi niz od pet slijepih arkada s brončanim kipovima Krista Kralja i Evanđelista, a na vrhu zabata nalazi se kip sv. Marije Pomoćnice. Crkva je podignuta u slogu međuratnog sakralnog graditeljstva 20. stoljeća i zajedno s Domom ima povijesnu vrijednost kao kompleks pastoralnog i edukacijskog djelovanja Salezijanaca u Hrvatskoj.
Ispred crkve se nalazi trg, koji je prostorno određen volumenima crkve i susjednog salezijanskog samostana. Ulaz u crkvu naglašen je ovećim stubištem.
Crkva je kroz povijest bila renovirana više puta. Velika obnova je trajala od 1973. do 1978. godine, a po njezinu završetku crkvu je 15. listopada 1978. godine posvetio zagrebački nadbiskup Franjo Kuharić. U potresu 22. ožujka 2020. godine oštećeni su crkva i zvonik, te je njihova konstrukcijska obnova trajala od ožujka 2022. do svibnja 2023. godine.

## Galerija
- Pogled prema crkvi s trga
- Obnovljeni zvonik
- Pročelje
- Oltar
- Oltar
- Unutrašnjost, svod
- Umjetnine
- Umjetnine